# Ternstroemia cuneifolia
Ternstroemia cuneifolia är en tvåhjärtbladig växtart som beskrevs av Gardn. Ternstroemia cuneifolia ingår i släktet Ternstroemia och familjen Pentaphylacaceae. Inga underarter finns listade i Catalogue of Life.